# Chandigarh

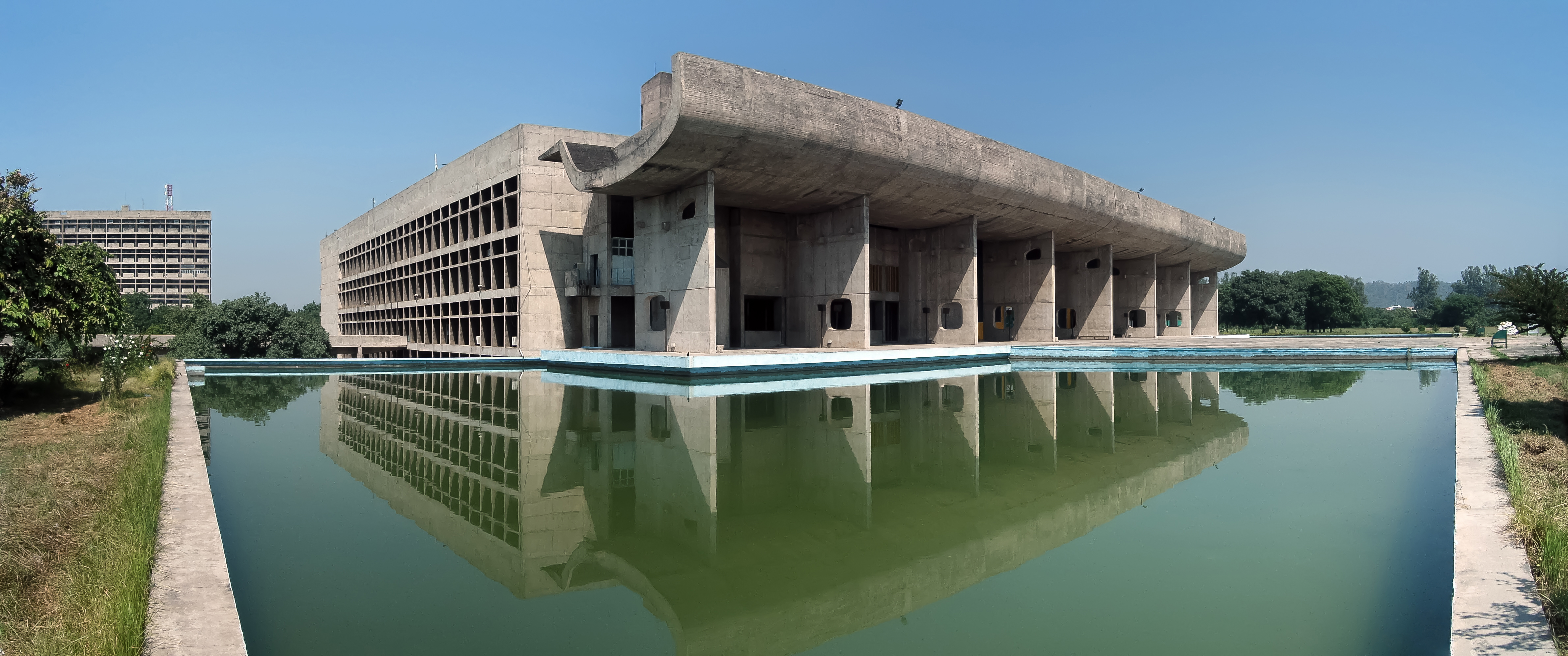
Palais des Assemblées du Pendjab et du Haryana.

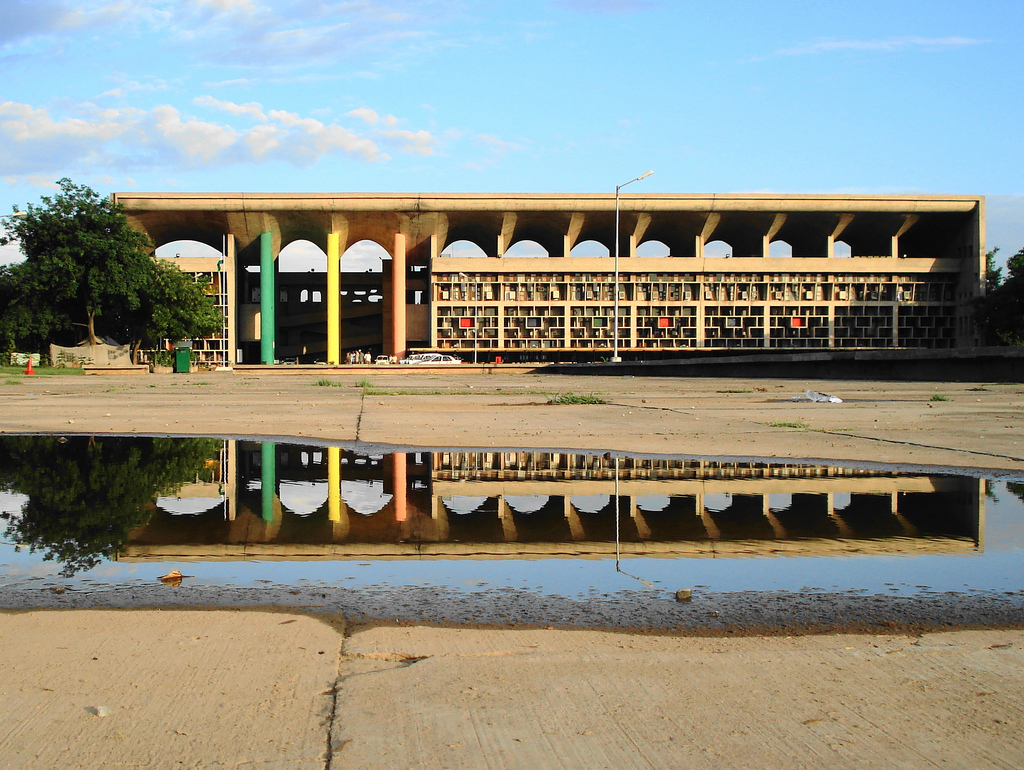
Haute Cour de Chandigarh.

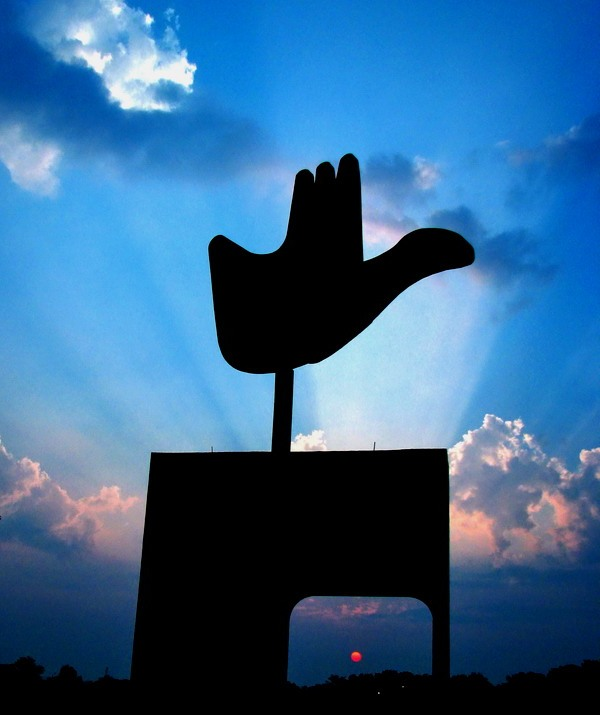
La Main ouverte, symbole de la ville (Le Corbusier).

Chandigarh (en pendjabi : ਚੰਡੀਗੜ੍ ; en hindi : चंडीगढ़, Caṇḍīgaṛh) est une ville et un territoire du Nord de l'Inde. Elle est la capitale des États du Pendjab et du Haryana.
Chandigarh est une ville nouvelle construite après l'indépendance de l'Inde en 1947. Elle est internationalement réputée pour son urbanisme. Le plan de la ville a été préparé par Le Corbusier à partir d'un plan précédent d'Albert Mayer. La plupart des édifices de la ville ont été imaginés par Pierre Jeanneret (cousin de Le Corbusier), Jane Drew et Maxwell Fry.

## Histoire
Avec la partition de l'Inde en 1947, le Pendjab est divisé entre le Pakistan et l'Inde. Le Pendjab indien a alors besoin d'une nouvelle capitale pour remplacer Lahore, devenue pakistanaise,. Transformer une ville préexistante en capitale aurait été délicat et de gros enjeux politiques et religieux auraient pesé ; Shimla (actuelle capitale du Himachal Pradesh) devient capitale provisoire du Pendjab.
Le Premier ministre Jawaharlal Nehru décide alors la construction d'une « ville nouvelle ». Le nom de la ville signifie « fort de Chandi ». Il dérive de Chandi Mandir, un temple dédié à la déesse hindoue Chandi, situé dans le district voisin de Panchkula.
Le 1er novembre 1966, l'État du Haryana hindiphone est détaché du Pendjab. Chandigarh, située à la frontière des deux États, devient alors un territoire capitale à la fois du Pendjab et du Haryana.

## Géographie
Chandigarh est situé près des collines de Shivalik. Sa superficie est d'environ 114 km2 et elle est frontalière des districts de Mohali, Patiala et Roopnagar au Pendjab et Panchkula et Ambala en Haryana.

### Climat
Le climat est subtropical humide avec des étés très chauds, des hivers doux, des précipitations irrégulières et de grandes variations de température (de - 1° à 46 °C).
| Mois                                | jan. | fév. | mars | avril | mai  | juin  | jui.  | août  | sep. | oct. | nov. | déc. |
| ----------------------------------- | ---- | ---- | ---- | ----- | ---- | ----- | ----- | ----- | ---- | ---- | ---- | ---- |
| Température moyenne (°C)            | 6,1  | 8,3  | 13,4 | 18,9  | 23,2 | 25,4  | 24    | 23,3  | 21,8 | 17   | 10,5 | 6,7  |
| Température maximale moyenne (°C)   | 20,4 | 23,1 | 28,5 | 34,5  | 38,3 | 38,6  | 34    | 32,8  | 33,1 | 31,8 | 27,3 | 22,1 |
| Précipitations (mm)                 | 46,6 | 33,9 | 29,3 | 11,3  | 24,2 | 112,6 | 276,3 | 282,8 | 179  | 41,6 | 6,7  | 18,9 |
| Nombre de jours avec précipitations | 3,8  | 3,9  | 2,6  | 2,4   | 2,5  | 7,1   | 12,9  | 13,3  | 6,1  | 1,9  | 1,3  | 1,9  |

| Diagramme climatique                                  |            |            |            |            |             |           |             |           |            |           |            |
| J                                                     | F          | M          | A          | M          | J           | J         | A           | S         | O          | N         | D          |
| 20,41046,6                                            | 23,11033,9 | 28,51029,3 | 34,51011,3 | 38,31024,2 | 38,610112,6 | 3410276,3 | 32,810282,8 | 33,110179 | 31,81041,6 | 27,3106,7 | 22,11018,9 |
| Moyennes : • Temp. maxi et mini °C • Précipitation mm |            |            |            |            |             |           |             |           |            |           |            |

### Démographie
La densité à Chandigarh est de 7 900 hab/km2. La population comporte en 2011 80,66 % d'hindous, 13,20 % de sikhs et 4,85 % de musulmans. Le reste de la population est constitué de jains et de chrétiens.
En 2013, la ville comportait 1 039 186 habitants et 1 289 746 en 2019 (estimation). Le rapport hommes/femmes est de 1 000/829, soit un taux de 1,206.

### Urbanisme
La ville est divisée en plusieurs secteurs, désignés par un numéro de 1 à 60 (Le Corbusier fit omettre le 13). Chaque secteur est un rectangle de 800 × 1 200 m de côté. Le secteur 17 constitue le cœur du centre-ville : c'est le centre principal des commerces, des restaurants, des hôtels et des bars. Dans tous les autres secteurs, on retrouve des magasins répartis de façon équilibrée. Cette répartition équitable se retrouve également concernant les écoles.
Le Corbusier a élaboré un système de circulation sophistiqué, « Les sept voies de circulation », hiérarchisant sept niveaux de circulation dans la ville visant à fluidifier le trafic et préserver les zones d'habitation de ces nuisances. Prévue pour 500 000 habitants, la ville en compte aujourd'hui près du double et est une des rares villes indiennes où il est encore facile de circuler.
Chaque secteur est composé de zones d'habitations (bourgeoise et sociale), d'un centre commercial, de zones de travail, d'équipements sportifs, de lieux de culte et d'espaces verts. On peut notamment traverser Chandigarh du sud au nord en empruntant uniquement des jardins,, le long de la Leisure Valley.
L’architecte polonais Maciej Nowicki a été nommé architecte en chef de la ville nouvelle dans les années 1950, et a également contribué à son développement.
L'architecte Eulie Chowdhury participe aussi au projet aux côtés de l'équipe de Le Corbusier, de 1951 à 1963 et de 1968 à 1970. De 1971 à 1976, elle est architecte en chef, elle achève la deuxième étape de la planification de la ville.

## Économie
Le territoire de Chandigarh a le PIB par habitant et l'IDH les plus élevés des États et territoires indiens en 2008/2010,. La ville fait partie de l'agglomération de Chandigarh-Mohali-Panchkula.
Avec un revenu mensuel moyen par ménage de Rs 199000 ($ 2400), Chandigarh est l'une des villes les plus riches de l'Inde. Chandigarh PIB pour 2014-2015 est estimé à $5,2 milliard aux prix courants. Selon une étude de 2014, Chandigarh se classe au 4e rang des 50 premières villes mondiales identifiées comme « destinations émergentes pour l'externalisation et les services informatiques ».
The Rajiv Gandhi Chandigarh Technology Le parc, également connu sous le nom de Parc informatique de Chandigarh, est une zone économique spéciale dotée d'infrastructures informatiques.
Ce parc technologique a transformé le paysage économique de la ville et de ses environs en favorisant la croissance, notamment dans le secteur des services.

### Emploi
Le gouvernement est un employeur majeur à Chandigarh, avec trois administrations basées ici : l'administration de Chandigarh, le gouvernement du Pendjab et le gouvernement de l'Haryana. Une part importante de la population de Chandigarh est donc composée de personnes travaillant pour l'une de ces administrations ou retraitées de la fonction publique, principalement des forces armées. Pour cette raison, Chandigarh est souvent appelée le « paradis des retraités ». Usine de câbles d'artillerie de la Le Conseil des usines d'armement a été créé par le Gouvernement indien. On y trouve environ 15 industries de taille moyenne à grande, dont deux dans le secteur public. De plus, Chandigarh compte plus de 2 500 unités enregistrées dans le secteur artisanal.

## Culture
Chandigarh est connue pour son taux d'alphabétisation élevé, qui atteint 97 %. Elle dispose de plusieurs universités, comme Bal Bhavan School, DAV College, certains prestigieux (Pendjab Engineering College par exemple). La ville abrite également le Government Museum and Art Gallery, une école d'architecture et un remarquable institut de recherche en microbiologie (IMTECH).

## Tourisme
Chandigarh est connue pour :
- l'œuvre construite par Le Corbusier (les bâtiments du Capitole et les tapisseries originales des 9 salles du Palais de Justice, dans le hall des assemblées et à l'intérieur de l'assemblée de l'Haryana) classée au patrimoine mondial de l'UNESCO en 2016[20].
- le Rock Garden, construit par Padam Shri Nek Chand à partir d'objets de récupération. La visite s'opère en suivant un petit sentier étroit, il y a de nombreuses statues et des fontaines.
- le Jardin des roses dans le secteur 16.
- le lac Sukhna dans le secteur 1.

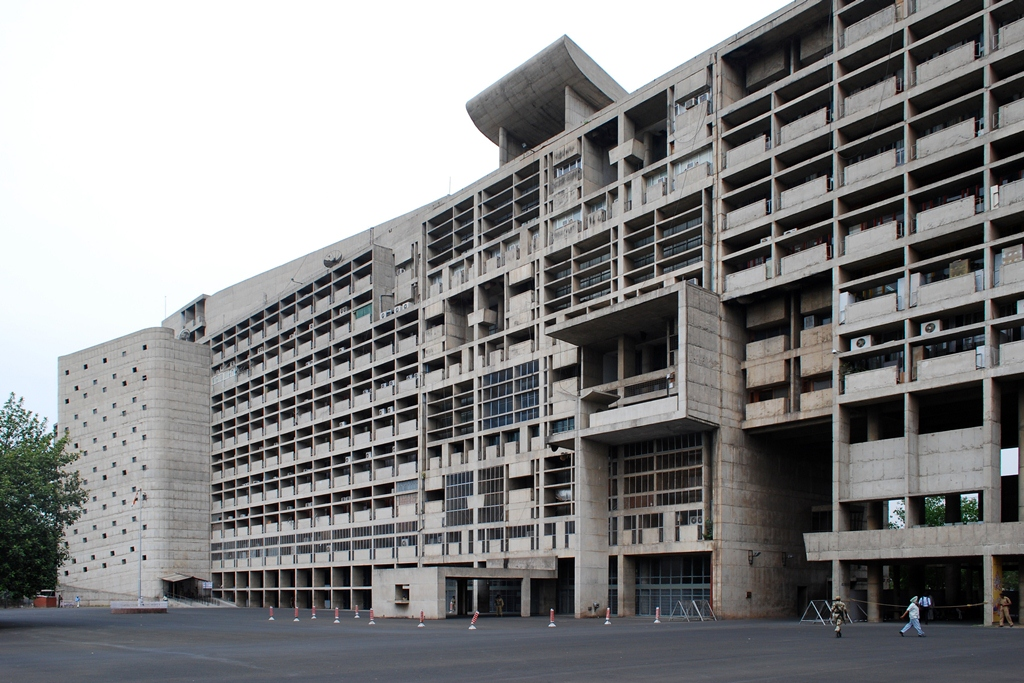
Bâtiments du Secrétariat.
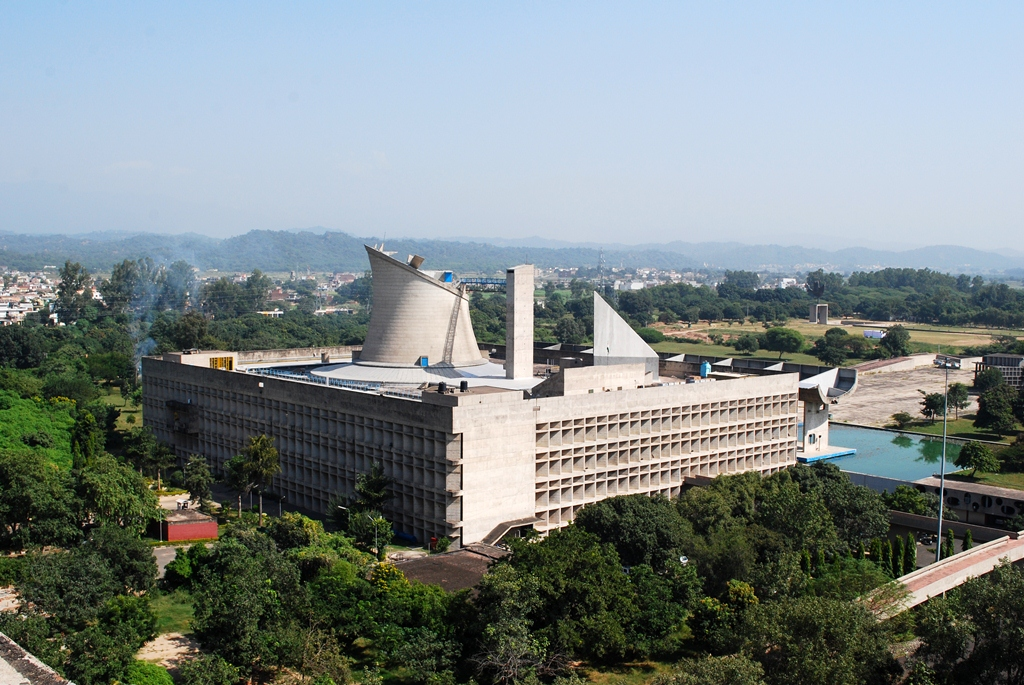
Palais de l'Assemblée.
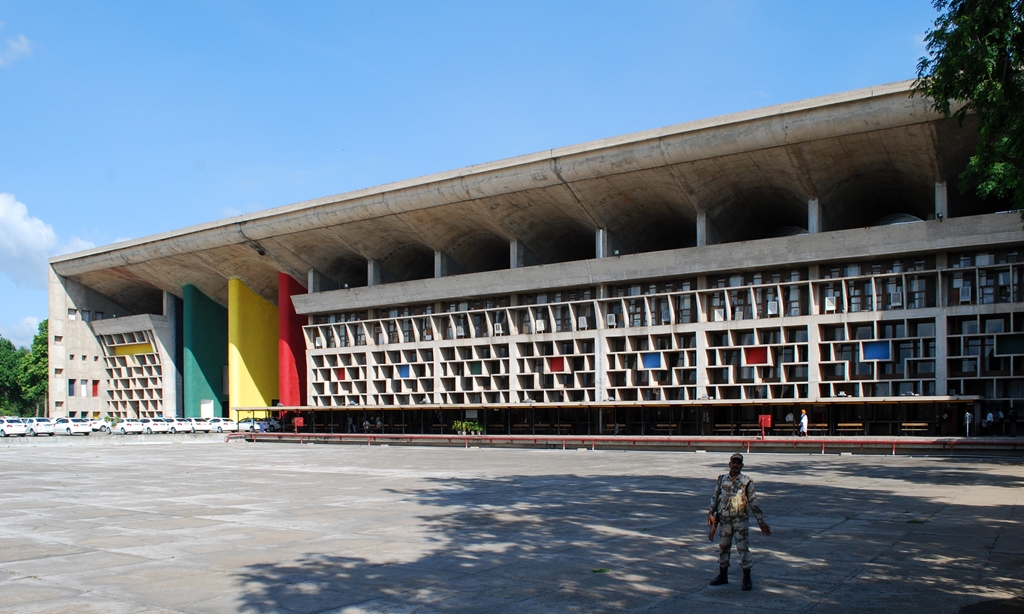
Bâtiment de la Haute-Cour.
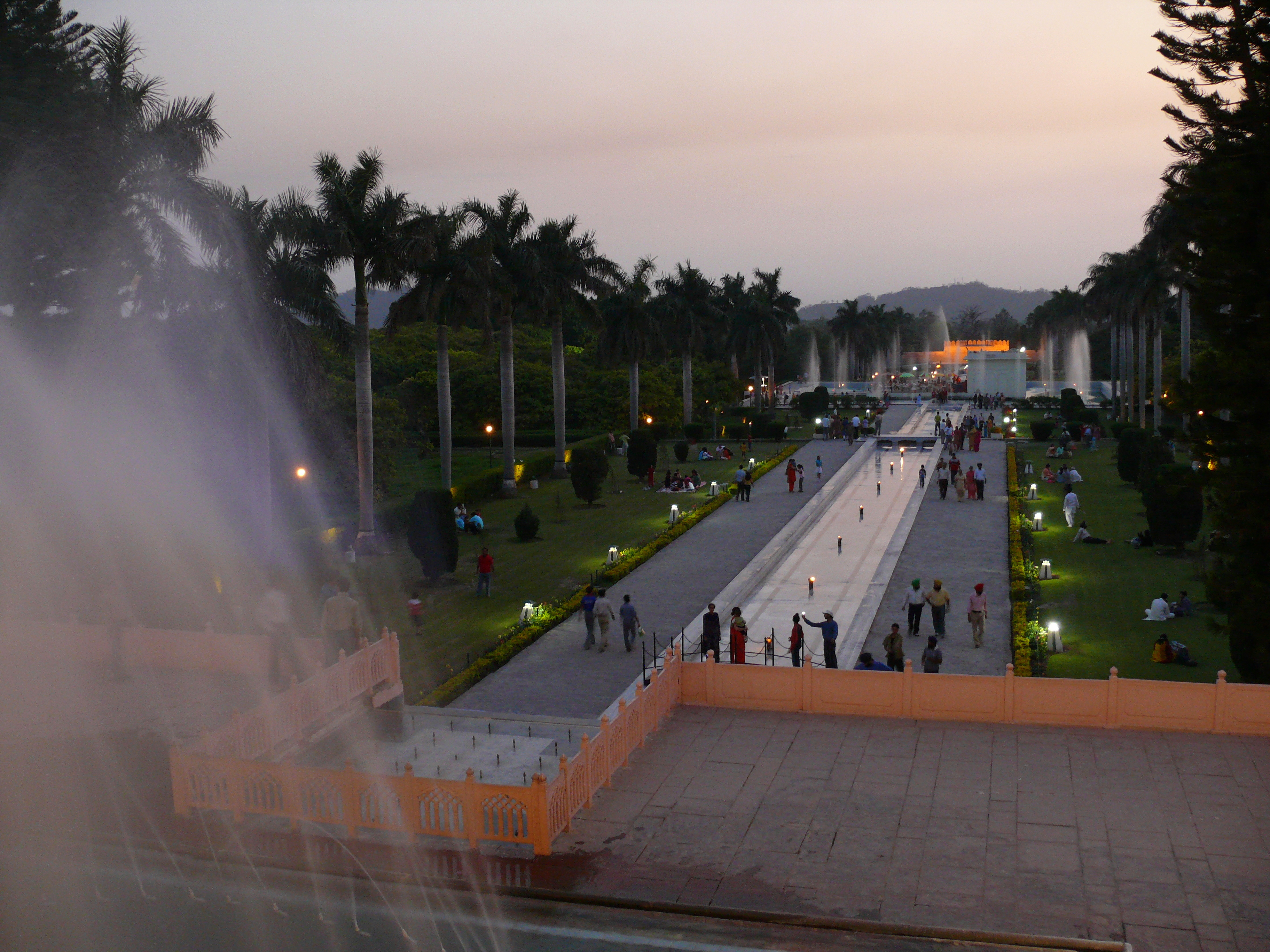
Les jardins de Pinjore.